# Gregorio III di Alessandria
Papa Gregorio III (... – 1366), è stato papa e patriarca greco-ortodosso di Alessandria e di tutta l'Africa tra il 1354 e il 1366.
Potrebbe aver soggiornato per lunghi periodi sul Monte Athos.